# Dahmsopottekina furcispina
Dahmsopottekina furcispina is een eenoogkreeftjessoort uit de familie van de Canthocamptidae. De wetenschappelijke naam van de soort is voor het eerst geldig gepubliceerd in 1992 door Dahms & Pottek.